# Komarnica
Komarnica är ett samhälle i Montenegro. Det ligger i den centrala delen av landet. Komarnica ligger 992 meter över havet och antalet invånare är 128.
Terrängen runt Komarnica är kuperad åt nordost, men åt sydväst är den bergig. Komarnica ligger nere i en dal. Närmaste större samhälle är Žabljak, 17,2 km norr om Komarnica. Omgivningarna runt Komarnica är en mosaik av jordbruksmark och naturlig växtlighet.